# Brodal czubaty
Brodal czubaty (Trachyphonus vaillantii) – gatunek średniej wielkości ptaka z podrodziny wąsali (Lybiinae) w obrębie rodziny tukanowatych (Ramphastidae). Jest to dość krępy ptak, z jasnym dziobem oraz z kolorowym upierzeniem. Zamieszkuje tereny na południe od Sahary. Jego siedliskiem są lasy, sawanna, ogrody, zarośla nizinne. Pokarmem brodala czubatego są głównie owady, owoce, czasem pisklęta innych ptaków i ich jaja. Międzynarodowa Unia Ochrony Przyrody (IUCN) nie uznaje brodala czubatego za zagrożonego.

## Taksonomia

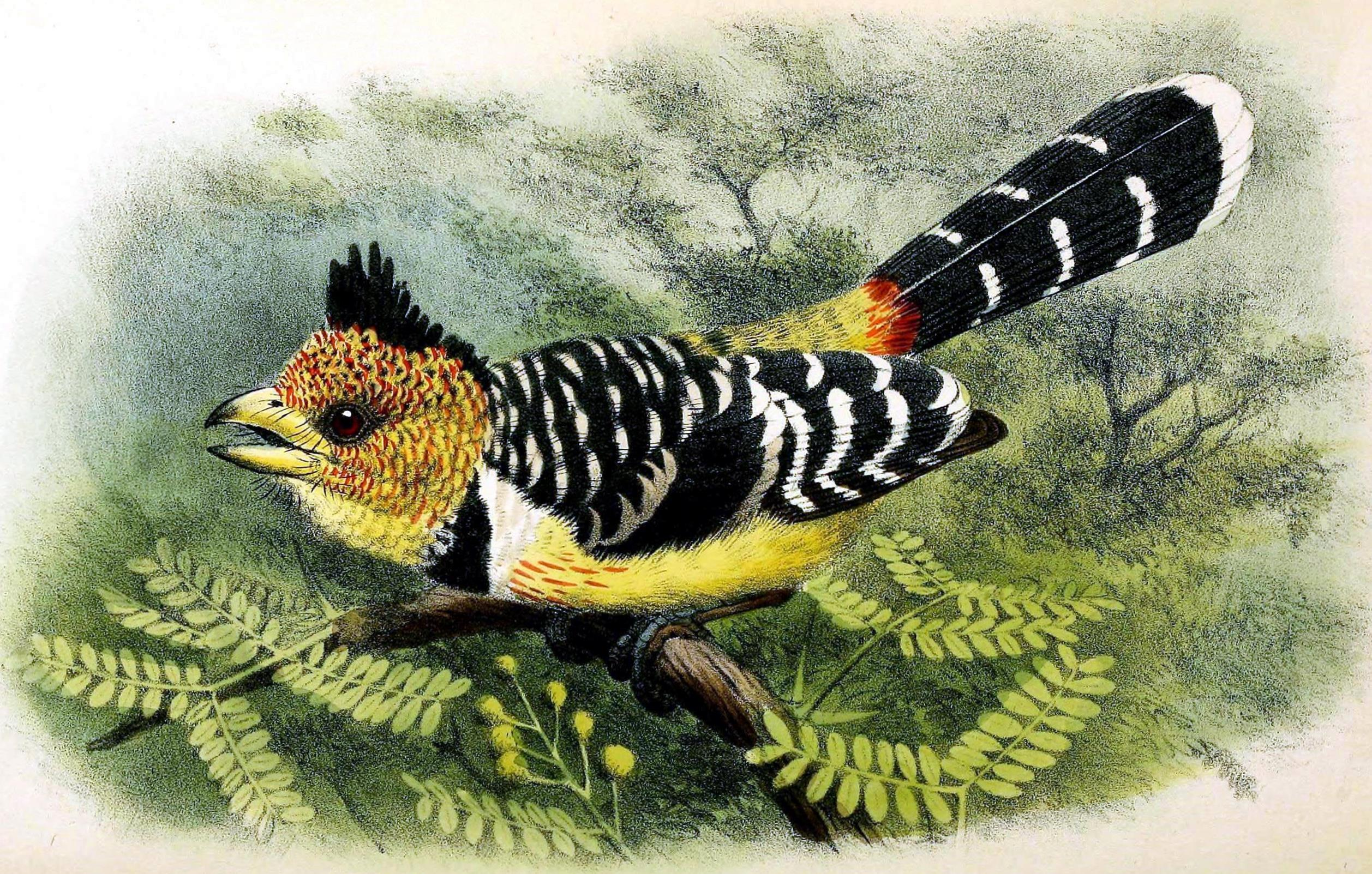
Brodal czubaty na rysunku z 1908 r.

Gatunek zgodnie z zasadami binominalnego nazewnictwa gatunków opisał Camillo Ranzani w roku 1821 pod nazwą Trachyphonus Vaillantii. Autor jako miejsce typowe holotypu wskazał Afrykę Południową, co w 1935 roku uściślono do południowo-wschodniej części Kraju Przylądkowego w RPA.
Gatunek ten jest formą przejściową między zamieszkującym lasy żółtodziobem (Trachylaemus purpuratus) a typowymi wąsalami naziemnymi, takimi jak grupa obejmująca brodala czerwonouchego (Trachyphonus erythrocephalus) i brodala czarnogardłego (T. darnaudii), mając cechy pośrednie pod względem morfologii dzioba i niektórych cech upierzenia. Uznanie podgatunków jest trudne do oceny ze względu na występowanie u tego gatunku ewolucji mozaikowej (skorelowanej z opadami deszczu, bowiem bledsze ptaki żyją na obszarach bardziej suchych), u poszczególnych osobników występują też różnice indywidualne; proponowany podgatunek nobilis, znany z pojedynczego okazu z Botswany, obecnie jest synonimizowany z podgatunkiem nominatywnym. Obecnie wyróżnia się dwa podgatunki:
- T. vaillantii suahelicus Reichenow, 1887
- T. vaillantii vaillantii Ranzani, 1821

### Przynależność i filogeneza
Zaliczany do rodzaju Trachyphonus w obrębie monotypowego plemienia Trachyphonini, znajdującego się w podrodzinie wąsali (Lybiinae) i rodzinie tukanowatych (Rhamphastidae). Podrodzina wąsali przez Międzynarodowy Komitet Ornitologiczny (IOC) oraz serwis Birds of the World jest uznawana za osobną rodzinę Lybiidae. W wydanym w 2002 roku 7. tomie Handbook of the Birds of the World (HBW) rodzaj Trachyphonus został umieszczony w rodzinie Capitonidae, do której oprócz wąsali zaliczono też brodacze (Capitoninae), pstrogłowy i tęgogłowiki.
Pokrewieństwo Trachyphonus jest najbardziej problematyczne spośród wszystkich wąsali. Badania filogenetyczne z 2003 roku, opierając się na cytochromie b, wskazały słabo zaznaczoną siostrzaną relację pomiędzy azjatyckimi pstrogłowami (Megalaiminae) a afrykańskim Trachyphonus. Wcześniej w 2000 roku wskazano, że Trachyphonus leży na drzewie filogenetycznym wąsali całkowicie na dole, będąc taksonem siostrzanym dla innych rodzajów z podrodziny wąsali; wcześniej zostało to poparte badaniami Pruma w 1988 roku, autor oparł się wówczas morfologią.

### Etymologia
Naukową nazwę Trachyphonus można tłumaczyć jako „o szorstkim głosie”, od τραχυς trakhus „szorstki” oraz φωνη phōnē „dźwięk”, „płacz”, co wzięło się od φωνεω phōneō „odzywać” się. Epitet gatunkowy vaillantii wziął się od nazwiska odkrywcy, naturalisty i ornitologa, François Levaillanta. W nomenklaturze eponim honorujący jego działalność jest też zapisywany jako levaillanti lub levaillantii.

## Występowanie
Występuje od Angoli, południowo-wschodniej Demokratycznej Republiki Konga, południowo-zachodniej Ugandy i Tanzanii na południe po wschodnią Południową Afrykę. Gatunek może podejmować się okresowych wędrówek związanych z okresem suszy, jednak jest raczej osiadły.
Poszczególne podgatunki zamieszkują:
- T. vaillantii suahelicus – od środkowej Angoli, południowej i wschodniej Demokratycznej Republiki Konga, południowo-zachodniej Ugandy i północnej Tanzanii na południe do Zambii, północnego Zimbabwe, Malawi i środkowego Mozambiku,
- T vaillantii vaillantii – południowa Angola, północno-wschodnia Namibia, północna i wschodnia Botswana, południowe Zimbabwe, także od południowego Mozambiku na południe do wschodniej Południowej Afryki.

## Morfologia
Opisywany jako masywny, z charakterystycznym czubem, „ognistym” upierzeniem oraz jasnym dziobem. Długość ciała ptaka to 22–23 cm; masa od 57 do 85 g.
Charakterystyczny czubek posiada czarno-biało-czerwony wzorek. Osobniki określane jako podgatunek nominatywny mają czarne piórka w okolicach ucha, żółto-czerwoną głowę, czarny czubek, żółte i białe plamki na czarnym grzbiecie, biały pasek pokrywowy, pokrywy nadogonowe są o czerwonych końcówkach, białe plamy na ogonie; na piersi widnieje tarcza, iryzująca, czarna. Na niej znajdują się srebrnoróżowe i białe kropki, a pod nią na żółtym tle czerwone smugi. Samice należące do tych populacji są podobne do samców, mają nieco jaśniejsze (matowe) barwy upierzenia. Populacje określane jako podgatunek suahelicus mają swą tarczę na piersi węższą, z licznymi różowymi oznaczeniami, bardziej żółty spód ciała, więcej czerwieni na głowie, a białe oznaczenia na grzbiecie występują w mniejszej ilości.
Odgłosy tego ptaka są porównywane do dźwięków wydawanych przez owady. Charakterystyczny trel „di-di-di-” z 10–17 nutkami na sekundę, trwa 5 minut, przypomina swym brzmieniem pieśń wąsala szkarłatnego (Pogonornis bidentatus) lub miodowodów z rodzaju Indicator, tj. miodowoda łuskogardłego (I. variegatus) oraz miodowoda szarogardłego (I. minor). Pary śpiewają razem, ale tylko podczas śpiewania niektórych zwrotek tworzą duet. Jako iż duet jest niesynchroniczny, cała pieśń może obejmować kakofonię zgrzytów oraz brzęczeń, w zależności od repertuaru pary, w porównaniu do innych gatunków wąsali, których pary tworzą zgrany zespół podczas wyśpiewywania piosenki. Odgłos ostrzegawczy, tj. grzechoczące „kek-kek-kek-”, jest dosyć podobny do odgłosu brodala czerwonouchego, składający się z 10–11 nutek na sekundę, jest także wydawany przez pisklęta. Pojedynczym lub podwójnym „kik” posługują się osobniki z pary, kiedy są blisko siebie. Zgrzytające „a-a-a-a-” to też jedna z wielu wokalizacji. Pisklęta i żebrzące o pokarm odzywają się „tirr-tirr” oraz „zweep”. Pary mają również własny odgłos słyszalny nieopodal gniazda, jest to wycieranie dzioba o powierzchnię. Wraz z końcem wydawania odgłosu, dźwięk staje się wyższy.

## Ekologia

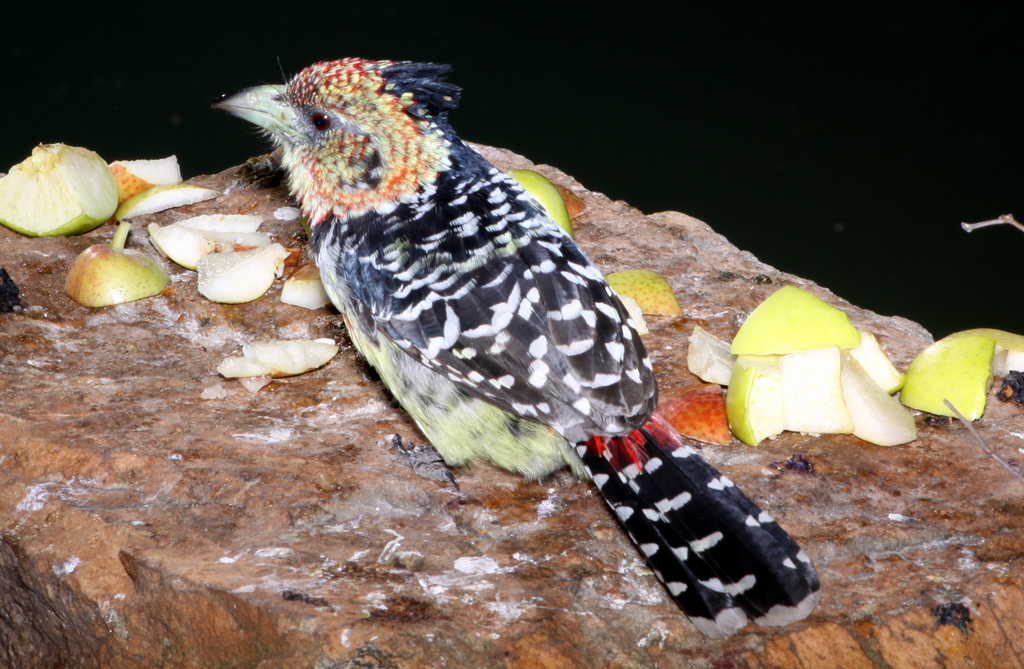
Brodal czubaty sfotografowany podczas posilania się jabłkami

### Biotop
Wydaje się być pospolitym ptakiem spotykanym na sawannie, wśród suchych zarośli, terenów lesistych. Preferuje wilgotne lub suche otwarte lasy, z drzewami takimi jak Brachystegia, Colophospermum mopane i daktylowiec (Phoenix), występuje również w podmiejskich ogrodach (gdzie jest mile widziany, gdyż żywi się ślimakami) oraz na łąkach z kępami obcych drzew. Żyje też na terenach, takich jak ekosystem Okawango, miombo, wśród wilgotnych lasów tropikalnych, blisko rzek, równie chętnie przebywa na suchych terenach obfitujących w skupiska akacji (Acacia). Tam, gdzie występują termitiery, ten ptak też jest obecny. Spotykany na terenach od 200 do 1800, rzadko do 2250 m n.p.m.

### Pożywienie
Jest to gatunek wszystkożerny, który preferuje jeść owoce i łowić owady. Pokarmu zwierzęcego poszukuje skacząc na ziemi (pod krzewami), w poszukiwaniu owoców przylatuje na niskie drzewa, przeczesując ich korę, potrafi zawisać na gałęziach w celu zebrania owadów, pożywienia szuka też wśród szczelin skalnych, kopie za nim w ziemi. Chętnie pożywia się prostoskrzydłymi (Orthoptera), takimi jak szarańcze oraz koniki polne, karaczanami (Blattodea), chrząszczami (Coleoptera), termitami (Isoptera), ćmami, osami, ślimakami (Gastropoda), bezkręgowcami określanymi jako robaki, pożera larwy wielu owadów, z małych kręgowców atakuje pisklęta innych ptaków, jaja też są spożywane; z roślin zjada owoce sumaku (Rhus), Euclea, figowca (Ficus) i hurmy (Diospyros), również nasiona gujawy (Psidium); odżywia się on także nektarem sukulentów z rodzaju aloes (Aloe) i drzewa Schotia brachypetala, potocznie nazywanego drzewem pijanych papug. Młode są karmione owadami.

### Tryb życia
Ptaki te żyją samotnie lub w parach, odpoczywając, gniazdując i odżywiając się w obrębie swojego terytorium.

### Lęgi
Stosunkowo dobrze poznane.
Rozwój młodych przebiega podobnie jak u toko czerwonolicego (Tockus leucomelas), ale jest o wiele wolniejszy od tego spotykanego u drozdówki pustynnej (Cercotricha paena) bądź chwastówek (Cisticola); pisklęta tych ptaków rosną szybciej, bo są bardziej narażone na ataki ze strony drapieżników; jest to często spotykane u ptaków nie budujących gniazd w dziuplach.
Według portalu internetowego Biodiversity Explorer okres lęgowy trwa przez cały rok. Inne źródła podają natomiast, że sezon lęgowy trwa od września do marca, na południu wcześniej, do sierpnia. Przed kopulacją ptaki się wzajemnie karmią i dotykają dziobami. Lęg składa się z 3–4, rzadziej 2–5 jaj. Gniazdo to dziupla w martwej gałęzi drzewa; brodale wykorzystują także gniazda krętogłowów afrykańskich (Jynx ruficollis), jaskółek, wikłaczy, dzięciołów, a nawet budki lęgowe. Usytuowane jest ono na wysokości od metra do czterech. Obie płcie je wykonują; para agresywnie broni gniazda przed innymi ptakami gnieżdżącymi w dziuplach, czasami takie osobniki z pary mogą wyrzucać konkurentów z przez nich zajmowanych miejsc gniazdowania. Dziupla ma zwykle od 15 do 100 cm, może być pogłębiana, zwłaszcza gdy jest wykorzystywana po raz kolejny lub gdy jest to stara kryjówka. Samica wysiaduje jaja podczas nocy, samiec głównie za dnia. Inkubacja trwa 13–17 dni. Pisklęta są karmione głównie owadami, rodzice oczyszczają z ekskrementów gniazdo. Do otworu wejściowego dziupli młode dosięgają w wieku około 14 dni.
Pary z południa mogą wyprowadzić 4 lęgi w sezonie.

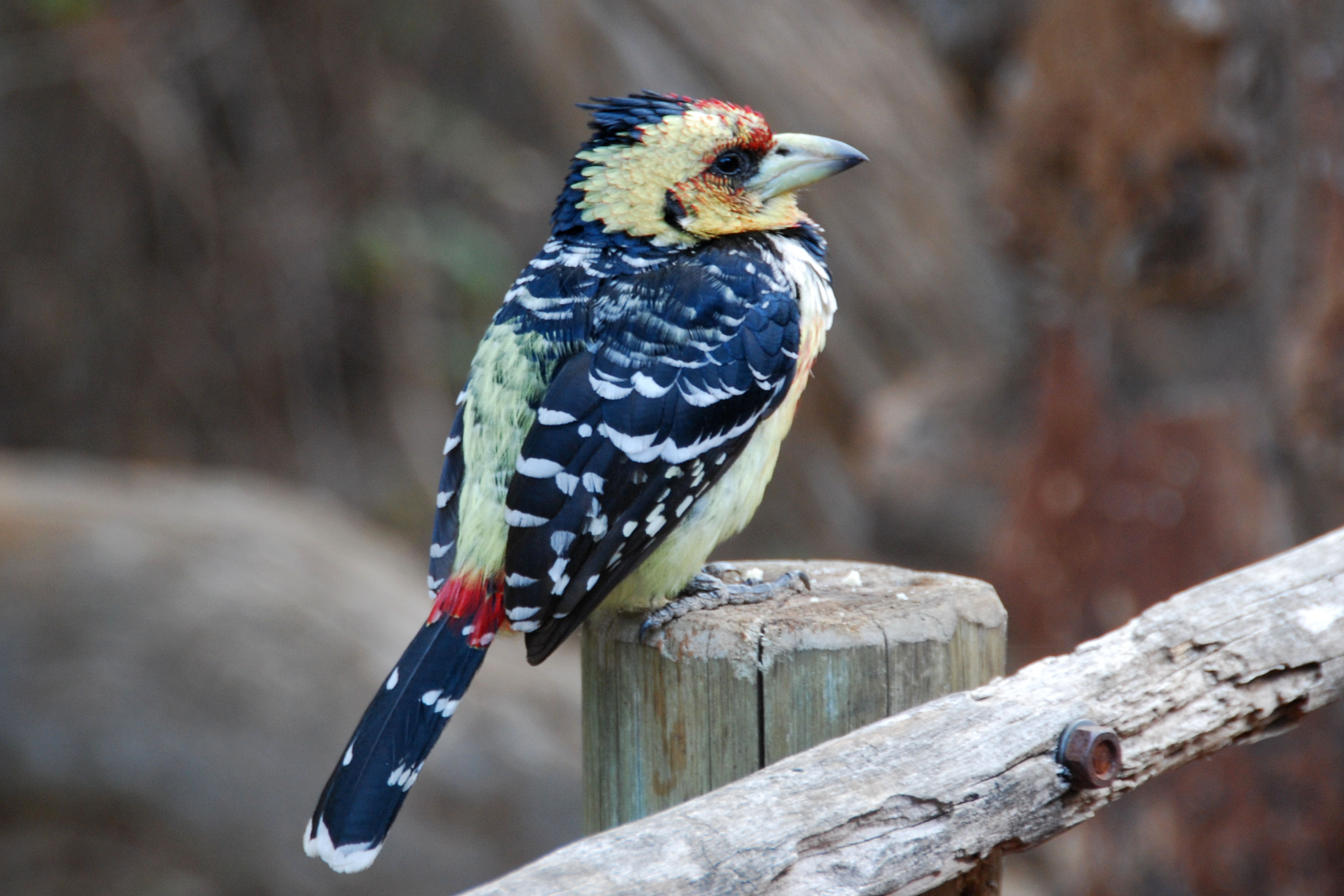
Siedzący brodal czubaty

Pasożytnictwo lęgowe na brodalu czubatym praktykują miodowody duże (Indicator indicator) i wcześniej wspomniane miodowody szarogardłe.
Obserwacje w poszczególnych badaniach
W badaniach z lat 1962–1963 z przedmieść Pretorii w Transwalu, para brodali czubatych umieściła gniazdo w gałęzi topoli deltoidalnej (Populus deltoides ssp. wislizenii), aczkolwiek w ogrodzie, gdzie prowadzono badania, były dostępne takie drzewa, jak melia pospolita (Melia azedarach), platan klonolistny (Platanus acerifolia) oraz Vachellia karroo. Gniazdo ptaków było usytuowane 6 metrów nad ziemią. Jeszcze przed zimą para zdążyła wyprowadzić dwa lęgi, przy czym nie dokarmiano ptaków. Pierwszy lęg został zaobserwowany pierwszego tygodnia sierpnia i rodzice sukcesywnie wyprowadzili pisklęta. Po każdym kolejnym lęgu dziupla była przez ptaki czyszczona i powiększana. Dziupla miała 25 centymetrów głębokości podczas pierwszego lęgu, a ponad metr w trakcie szóstego lęgu, po którym ptaki porzuciły dziuplę prawdopodobnie ze względu na to, że stała się zbyt duża. W drugim lęgu (październik/listopad) jedyne pisklę, jakie się wykluło, było przez kolejne cztery dni karmione odpowiednio 104, 120, 118 i 116 razy; jednak już 10 listopada młode było karmione jedynie 50 razy jednego dnia – zaobserwowano, że opieką zajął się samiec, a samica nie pojawiała się. Ptaki według tych badań nie rozmnażały się w zimie, ale były na tym samym terenie obecne.
W 2008 roku Engelbrecht dokładnie zbadał biologię rozrodu oraz tempo wzrostu brodala czubatego. W tych badaniach (z Polokwane) gniazdo było umiejscowione w aloesie z gatunku Aloe marlothii. Dwa pisklęta wykluły się 3 grudnia, a trzecie pisklę dzień później. Z początku były one nagie, o jasnoróżowej skórze (która po kilku dniach od wyklucia pociemniała) i ślepe. Miały one również charakterystyczne chropowate guzki w stawie skokowym. Dziób u piskląt jest różowawy, jasny, a ich szczęka jest nieco krótsza od żuchwy; język był różowy, zajadów nie stwierdzono. Pisklęta z początku wydawały żebrzące dźwięki tj. „tsiip”, które szybko zmieniły się w bardzo głośne popiskiwania, dźwięki te były słyszalne z odległości 8 m podczas 10 dnia życia młodych. Oczy zaczęły otwierać się pisklętom od 10 dnia życia, by 13–14 dnia już być w pełni otwarte. Piórka u młodych zaczynały się pojawiać w wieku 3 lub 4 dni, były słabo widoczne. Nieco potem pióra, takie jak lotki i sterówki zaczęły wyrastać ze skóry piskląt, będąc jeszcze w osłonkach. W wieku 14 dni pióra zaczęły się formować w formę pędzla; w wieku natomiast 20 dni pióra piskląt brodala czubatego przybrały formę pędzla, całkowicie w osłonkach pozostawało tylko 15% piór konturowych.
Engelbrecht w 2008 roku zbadał też trzy jaja z lęgu wyprowadzonego w skrzynce lęgowej, ich wymiary i masę przedstawia poniższa tabelka:
| Lp. | Wymiary        | Masa  |
| --- | -------------- | ----- |
| 1   | 28 × 20 mm     | 6,2 g |
| 2   | 28 × 20 mm     | 6,1 g |
| 3   | 28,1 × 19,8 mm | 5,9 g |

### Interakcje międzygatunkowe

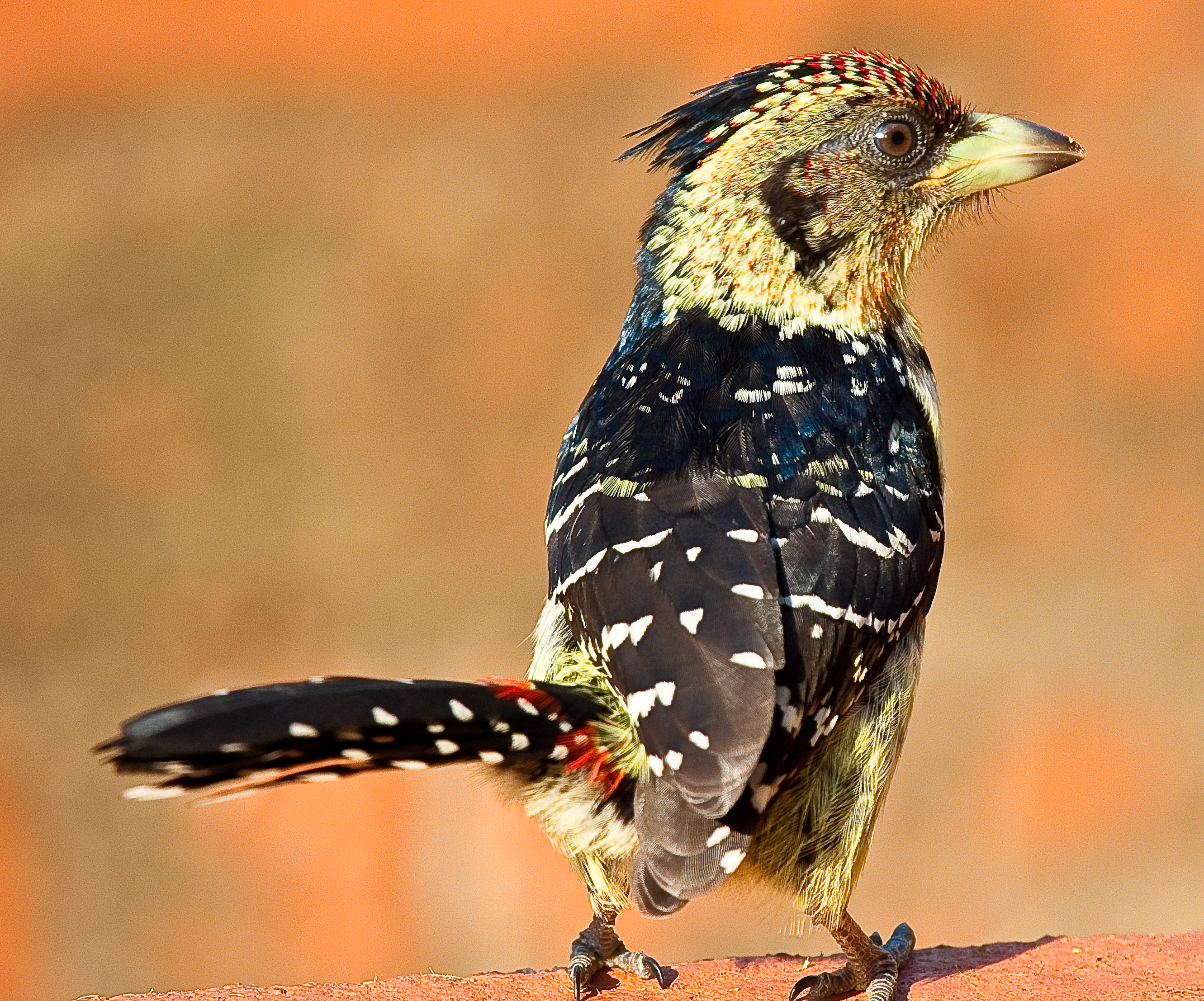
Siedzący osobnik

Możliwa jest konkurencja między brodalem czubatym a innymi gatunkami dziuplaków, w tym wąsalem obrożnym (Lybius torquatus) i głowaczkiem białolicym (Tricholaema leucomelas), wiadomo natomiast, że dominuje nad brodacznikiem białoskrzydłym (Stactolaema whytii). Chociaż wszystkie te ptaki potrzebują martwego drewna do rozrodu, nie wydaje się, aby któryś z gatunków zmniejszał globalnie swą liczebność z powodu ingerencji innego gatunku, aczkolwiek niektóre populacje mogą się zmniejszać w niewielkim stopniu na niektórych terenach. W maju 1959 roku w Rodezji z jelit tego gatunku ptaka wydobyto liczne, niepoznane dotąd tasiemce – w 1961 roku opisano je pod nową nazwą Ethiopotaenia trachyphonoides.

## Status
Międzynarodowa Unia Ochrony Przyrody (IUCN) na podstawie raportu Birdlife International umieściła brodala czubatego w swej czerwonej księdze jako gatunek najmniejszej troski (LC – Least Concern). Liczebność populacji nie została oszacowana, ale ptak ten opisywany jest jako zazwyczaj pospolity.
Szeroki zasięg występowania, brak występowania drastycznych spadków populacji i jej ogólna wielkość to czynniki, które powodują, że ptak ten nie powinien być umieszczany w kategorii gatunków narażonych na wyginięcie. Gatunek jest określany jako liczny, zagęszczenie populacji na terenach lesistych to około 5 par/100 ha. Herholdt oraz Earle (1987) stwierdzili, że brodal czubaty poszerzył swój zasięg występowania o tereny prowincji Wolne Państwo. Zaś Van Zyl (1994) skłonił się do stwierdzenia, że tereny zamieszkałe przez ludzi możliwie wpłynęły na zagęszczenie populacji i liczebność opisywanego dzieciołowego, a w szczególności na zagęszczenie par podczas okresu lęgowego. Uchodzi za ptaka agresywnego, łatwo adaptującego się. Trend liczebności określany jest jako spadkowy; lokalnie zagrażają mu prześladowania ze strony ludzi, odłów z przeznaczeniem na handel jako ptak klatkowy; poza tym lokalnie, jak wspomniano, jego populacje mogą się obniżać (podobnie jak innych wąsali) z powodu braku martwych drzew potrzebnych do rozrodu.
Obecny jest na terenie parków narodowych takich jak: Park Narodowy Mikumi (Tanzania), Park Narodowy South Luangwa (Zambia), Vwaza Marsh Game Reserve, Park Narodowy Liwonde (Malawi) i Park Narodowy Krugera (RPA).